# دومینیک سولانکه
دومینیک آیدوله سولانکه میچل ((هلندی: Dominic Ayodele Solanke-Mitchell؛ زادهٔ ۱۴ سپتامبر ۱۹۹۷) که با نام دومینیک سولانکه شناخته می‌شود، بازیکن فوتبال اهل انگلستان است که در پست مهاجم برای تاتنهام هاتسپر در لیگ برتر فوتبال انگلستان بازی می‌کند. سولانکه در سال ۲۰۱۴ به عنوان بهترین بازیکن جوان فوتبال انگلستان انتخاب شد.
وی فصل ۱۶–۲۰۱۵ را به شکل قرضی برای ویتس‌آرنهم بازی کرد. این مهاجم در فصل ۱۷–۲۰۱۶ به تیم لیورپول پیوست.